# Episodi di Cinque in famiglia (seconda stagione)
La seconda stagione della serie televisiva Cinque in famiglia, composta da 22 episodi, è stata trasmessa per la prima volta negli Stati Uniti dal 27 settembre 1995 al 27 marzo 1996 su Fox. 
In Italia la stagione è stata trasmessa in prima visione dal 21 novembre al 14 dicembre 1996 su Italia 1. Inoltre, Jennifer Love Hewitt si unisce al cast nel ruolo di Sarah Reeves.
| nº | Titolo originale             | Titolo italiano         | Prima TV USA      | Prima TV Italia  |
| -- | ---------------------------- | ----------------------- | ----------------- | ---------------- |
| 1  | Ready or Not                 | Novità in famiglia      | 27 settembre 1995 | 21 novembre 1996 |
| 2  | Falsies                      | L'adozione              | 4 ottobre 1995    | 22 novembre 1996 |
| 3  | Dearly Beloved               | Dichiarazione d'amore   | 18 ottobre 1995   | 23 novembre 1996 |
| 4  | Have No Fear                 | Momenti difficili       | 25 ottobre 1995   | 25 novembre 1996 |
| 5  | Change Partners... and Dance | Lezioni di ballo        | 1º novembre 1995  | 26 novembre 1996 |
| 6  | Analogies                    | I genitori di Kirsten   | 8 novembre 1995   | 27 novembre 1996 |
| 7  | Where There's Smoke          | Sotto accusa            | 15 novembre 1995  | 28 novembre 1996 |
| 8  | Best Laid Plans              | Amore e fedeltà         | 22 novembre 1995  | 29 novembre 1996 |
| 9  | The Wedding                  | Una giornata memorabile | 13 dicembre 1995  | 30 novembre 1996 |
| 10 | Grand Delusions              | Un patto da rispettare  | 20 dicembre 1995  | 2 dicembre 1996  |
| 11 | Unfair Advantage             | Regali di compleanno    | 3 gennaio 1996    |                  |
| 12 | Hold on Tight                | La guerra dei Salinger  | 10 gennaio 1996   | 3 dicembre 1996  |
| 13 | Poor Substitutes             | Un'amica diversa        | 17 gennaio 1996   | 4 dicembre 1996  |
| 14 | Strange Bedfellows           | Sesso e tabù            | 24 gennaio 1996   | 5 dicembre 1996  |
| 15 | Benefactors                  | Il nonno dei Salinger   | 31 gennaio 1996   | 6 dicembre 1996  |
| 16 | Comings and Goings           | Arrivi e partenze       | 7 febbraio 1996   | 7 dicembre 1996  |
| 17 | Valentine's Day              | Test di gravidanza      | 14 febbraio 1996  | 9 dicembre 1996  |
| 18 | Before and After             | Una decisione dolorosa  | 21 febbraio 1996  | 10 dicembre 1996 |
| 19 | Altered States               | Cambiamenti             | 28 febbraio 1996  | 11 dicembre 1996 |
| 20 | Happily Ever After           | La vendetta             | 20 marzo 1996     | 12 dicembre 1996 |
| 21 | Spring Breaks: Part 1        | Kirsten si sposa        | 27 marzo 1996     | 13 dicembre 1996 |
| 22 | Spring Breaks: Part 2        | Una grande rinuncia     | 27 marzo 1996     | 14 dicembre 1996 |

## Novità in famiglia
- Titolo originale: Ready or Not
- Diretto da: Peter O'Fallon
- Scritto da: Amy Lippman e Christopher Keyser

### Trama
L'arrivo della vecchia fidanzata di Charlie, Pamela Rush, interrompe i piani di matrimonio di Kirsten e Charlie. Pamela afferma che suo figlio Spencer, un bambino di quattro anni, sia figlio biologico di Charlie. Nel frattempo, Will cerca di aiutare Bailey, che è ancora in lutto per la morte di Jill, provando a organizzargli un appuntamento con la compagna di scuola Sarah Reeves. Justin ritorna dall'Europa e Julia scopre che non era solo. Ma lei deve ancora dirgli che ha passato l'estate frequentando il fratello di Jill, Griffin.

## L'adozione
- Titolo originale: Falsies
- Diretto da: Ellen S. Pressman
- Scritto da: Mark B. Perry

### Trama
Claudia si sente fuori posto durante il suo primo giorno di scuola media. Will, insieme a Bailey, visita un college sulla costa orientale. A San Francisco, Julia e Justin entrano in azione organizzando una protesta scolastica contro una nuova regola che vieta di baciarsi a scuola, mentre Griffin continua a mostrare interesse per Julia. Charlie rintraccia Pamela. Si scopre che Spencer non è il figlio di Charlie, ma che Pamela era alla disperata ricerca di soldi. Kirsten si chiede se Charlie sarà felice con lei, sapendo che non potrà mai avere figli. Per rassicurarla decidono di adottare Owen.

## Dichiarazione d'amore
- Titolo originale: Dearly Beloved
- Diretto da: Michael Engler
- Scritto da: Lisa Melamed

### Trama
Irritati per le troppe interferenze famigliari nell'organizzazione del loro matrimonio, Kirsten e Charlie decidono di prendersi una pausa e scappano a Reno. L'amico di Charlie, Dudley, continua a organizzare il ricevimento, nonostante la scomparsa della coppia felice. Nel frattempo, Bailey decide di candidarsi alla carica di vicepresidente di classe e Sarah si offre volontaria come responsabile della sua campagna. Ma quando Sarah finisce per fare tutto il lavoro e Bailey le presta meno attenzione, dice a Bailey cosa prova veramente per lui. Inoltre, Julia mente a Justin per trascorrere del tempo con il solitario emarginato Griffin.

## Momenti difficili
- Titolo originale: Have No Fear
- Diretto da: Rodman Flender
- Scritto da: Melissa Gould

### Trama
Joe subisce un attacco di cuore e Charlie assume la gestione del ristorante Salinger. Nel frattempo, Julia presume che Griffin vorrà fare sesso con lei, ma quando le chiede di dormire con lei, si scopre che vuole letteralmente dormire. Inoltre, Bailey ferisce un compagno di squadra durante l'allenamento di football, il che gli fa temere di ferire qualcun altro.

## Lezioni di ballo
- Titolo originale: Change Partners... and Dance
- Diretto da: Ken Topolsky
- Scritto da: Susannah Grant

### Trama
Claudia si rompe un braccio mentre pattina sul ghiaccio e Ross si preoccupa per lei, temendo che la frattura possa compromettere il suo futuro come violinista. Julia trova a Griffin un lavoro al ristorante Salinger come cameriere dopo aver visto la sua pessima situazione finanziaria, ma Griffin non si presenta al lavoro il primo giorno e Charlie lo licenzia rapidamente il secondo giorno quando Griffin si rilassa, risponde male a Charlie e per poco non gli mette le mani addosso. Nel frattempo, la relazione tra Bailey e Sarah inizia a diventare seria. Un indovino dice a Kirsten che non sposerà Charlie. Lei lo convince a prendere lezioni di ballo per il loro matrimonio, ma la coppia finisce per litigare. Altrove, Julia vede Justin con un'altra ragazza, e lui è apertamente cattivo con lei dopo aver appreso che ha passato del tempo con Griffin, a causa della sua reputazione da cattivo ragazzo. Julia si arrabbia con Griffin per non essere romantico con lei e per essersi fatto licenziare dal lavoro per cui Julia garantiva per lui. Griffin si risente che Julia cerchi di cambiarlo: lui non le ha mai chiesto un lavoro, un ente di beneficenza o una relazione sentimentale con lei. Julia continua a pensare erroneamente che l'atteggiamento apatico di Griffin, e la sua incapacità di esprimere qualsiasi emozione, derivino dall'indifferenza, simile a quella di Julia per la morte dei suoi genitori.
- La band swing Big Bad Voodoo Daddy ha fatto un'apparizione non accreditata in questo episodio.

## I genitori di Kirsten
- Titolo originale: Analogies
- Diretto da: Ellen S. Pressman
- Scritto da: Amy Lippman e Christopher Keyser

### Trama
I genitori di Kirsten (Ellie e Gene) arrivano all'improvviso per trascorrere del tempo con loro. Charlie dice a Kirsten che lei è come sua madre, e lei replica che non è vero. A Claudia non piace Griffin, così lui cerca di guadagnarsi il suo affetto. Julia diventa gelosa e Griffin le dice che gli manca avere una sorellina, mentre Claudia si prende una cotta per lui. Nonostante sia determinato a entrare in un college fuori dallo Stato per sfuggire alla sua vita infelice, Bailey ottiene solo 900 punti al SAT e il suo insegnante gli offre lezioni private, ma al secondo tentativo ottiene lo stesso punteggio. Charlie gli racconta com'era quando i loro genitori erano ancora vivi, così Bailey decide di fare domanda per il college, scrivendo di sua madre nel suo saggio.

## Sotto accusa
- Titolo originale: Where There's Smoke
- Diretto da: Daniel Attias
- Scritto da: Mark B. Perry

### Trama
Un incendio distrugge il ristorante. La compagnia assicurativa si rifiuta di dare i soldi a Charlie perché pensa che sia stato lui. Anche Kirsten inizia a sospettare che Charlie abbia appiccato l'incendio, ma lei lo aiuta e ottengono i soldi dell'assicurazione, ma sono solo la metà dell'importo concordato poiché non ci sono prove che Charlie non abbia appiccato intenzionalmente l'incendio. Nel frattempo, Will chiede a Bailey se può uscire con Sarah, e lui dice "sì", ma in seguito si rammarica e si rende conto che gli piace ancora. Griffin ruba dei soldi a un dipendente del ristorante e va in prigione. Julia finalmente si accorge che Griffin proviene da una famiglia maltrattante; Il padre di Griffin, che non ha alcuna tolleranza per l'insolenza o l'ozio, è un maggiore dell'esercito americano che sbraita contro Griffin picchiandolo tutti i giorni. Quando Charlie e tutti gli altri non sono solidali con la difficile situazione di Griffin e si rifiutano di dare una mano, Julia si avvicina e implora il maggiore Chase Holbrook di aiutare Griffin e di non abbandonarlo. La richiesta di Julia sembra funzionare poiché il padre di Griffin assume un avvocato professionista dell'esercito americano che elabora un patteggiamento; Griffin non andrà in prigione, ma dovrà andare per sei mesi in un'accademia militare in Louisiana. Inoltre, Claudia incontra una nuova compagna di scuola di nome Jody, una piantagrane, e la ragazza la convince a fumare sigarette e fare scherzi.

## Amore e fedeltà
- Titolo originale: Best Laid Plans
- Diretto da: Rodman Flender
- Scritto da: Lisa Melamed

### Trama
Kirsten proibisce a Dudley di organizzare una festa di addio al celibato a Charlie, così Dudley chiede a Bailey di organizzare la festa. Charlie incontra una donna disperata nel corridoio dell'hotel. Vanno al bar, bevono qualcosa e lei gli chiede di dormire con lui. Salgono nella sua stanza e Bailey li vede. Charlie dice alla donna che è innamorato di Kirsten e che non andrebbe mai a letto con un'altra. Bailey è arrabbiato con lui, ma quando scopre cosa è successo, dice che i loro genitori sarebbero orgogliosi di lui. Nel frattempo, Justin tratta male Julia per averlo rifiutato per Griffin, e si incontrano a un concerto dove vedono il padre di Justin con un'altra donna. I piani di Claudia di organizzare una serata speciale per Kirsten falliscono. Charlie non è sicuro del matrimonio e lancia una moneta per decidere.

## Una giornata memorabile
- Titolo originale: The Wedding
- Diretto da: Steven Robman
- Scritto da: Amy Lippman e Christopher Keyser

### Trama
È il giorno del matrimonio, ma l'insicuro Charlie esita e chiede a Kirsten di aspettare altri sei mesi. La madre di Kirsten, Ellie, dice a Kirsten di fare pressione su Charlie, e così lei gli dice che si sposeranno ora o mai più. Lui esce di casa. Proprio mentre Kirsten sta annunciando a tutti che il matrimonio è annullato, Charlie si presenta. Ha deciso di sposarsi per non perderla per sempre. La sta aspettando sull'altare, ma lei non si fa vedere. Lui va a parlarle e lei gli dice che non dovrebbero sposarsi così, spaventati da quello che potrebbe succedere in futuro. Per questo, dopo avergli restituito l'anello nuziale, lo lascia. Nel frattempo, Bailey dice a Will che potrebbe amare Sarah e che lei prova la stessa cosa, quindi Will decide di uscire dal quadro, lasciandoli stare insieme. Inoltre, Julia e Justin si ubriacano e fanno sesso per la prima volta.

## Un patto da rispettare
- Titolo originale: Grand Delusions
- Diretto da: Ken Topolsky
- Scritto da: Susannah Grant

### Trama
Charlie decide di portare Claudia con sé in Messico utilizzando i suoi due inutili biglietti per la luna di miele. Charlie incontra una donna nella hall dell'hotel e Claudia si arrabbia con lui, dicendo che non ha mai amato Kirsten. In seguito, Claudia incontra un ragazzo che è il figlio del proprietario dell'hotel e i due finiscono per baciarsi. A San Francisco, Julia e Justin non riescono a smettere di fare sesso e lei è confusa quando lui diventa freddo con lei. Justin dice a Julia che non vuole ripetere gli stessi errori del passato. Bailey si unisce a Sarah alla festa di sua nonna. Mentre legge le vecchie lettere della nonna, lei scopre di essere stata adottata. È molto confusa su se stessa e va da Bailey in cerca di conforto. Charlie confida a Claudia che gli manca Kirsten e la incontrano in casa quando tornano.

## Regali di compleanno
- Titolo originale: Unfair Advantage
- Diretto da: Michael Engler
- Scritto da: Mark B. Perry e Lisa Melamed

### Trama
Un professore ci prova con Julia e lei si sente a disagio. Le chiede se può darle un passaggio a casa e cerca di baciarla. Quando viene affrontato da Justin, il signor Peck dice al preside che è Julia a molestarlo. Lei si spaventa e cerca di cambiare classe, ma Charlie la convince ad affrontarlo. Nel frattempo, Sarah ottiene una carta di credito e inizia a spendere a più non posso perché vuole vendicarsi dei genitori per averle mentito. È il suo compleanno così Bailey la porta a cena, ma i due si ritrovano a litigare. Bailey le dice che i suoi genitori la amano, qualunque cosa accada. Mentre Claudia è in giro con Jody, ruba una bottiglia di rum dal bar con l'amica e si ubriaca con lei. Inoltre, Charlie ritorna alla sua personalità immatura e donnaiola quando flirta con una cameriera al ristorante, ma quando lei gli dice che non vuole niente da lui, si arrabbia e le dà del filo da torcere. Di conseguenza, lei se ne va.

## La guerra dei Salinger
- Titolo originale: Hold on Tight
- Diretto da: Oz Scott
- Scritto da: Melissa Gould

### Trama
Claudia dice a Charlie che Kirsten ha chiamato. Lui si precipita da lei, ma lei voleva solo aiuto con le tasse. Cenano e finiscono per dormire insieme. Nel frattempo, Julia vuole trasferirsi in soffitta e Bailey dice che dovrebbe essere lui a trasferirsi lì. Bailey sabota l'audizione di Julia per la cantante di una band inviando Sarah, che ottiene il lavoro. E per punizione, Julia sabota il colloquio di Bailey per un lavoro, mandando Justin, che riesce anche a ottenere il lavoro. Le coppie litigano e quando Bailey riceve una lettera in cui si dice che è stato accettato per frequentare un'università in Massachusetts, Julia decide di lasciargli la soffitta. Altrove, Claudia si toglie il gesso e decide di smettere di suonare il violino. La famiglia discute la sua decisione e lei dice che vuole solo essere normale. Saluta il suo violino e lo rimette sullo scaffale nel seminterrato.

## Un'amica diversa
- Titolo originale: Poor Substitutes
- Diretto da: Davis Guggenheim
- Scritto da: Amy Lippman e Christopher Keyser

### Trama
Dopo che una donna scambia Sarah per la figlia di qualcun altro, Sarah decide di provare a trovare la sua madre biologica. La trova sull'elenco telefonico con l'aiuto di Bailey, ma quest'ultimo chiama la donna alle spalle di Sarah e le dà un appuntamento. Durante l'incontro, la donna, un'attrice di nome Robin Merin, gli dice che non vuole vedere sua figlia. Per proteggere i sentimenti di Sarah, Bailey le dice che la donna che ha incontrato non era sua madre, annientando le sue speranze. Nel frattempo, Charlie cerca di insegnare a Owen a usare il vasino in modo che possa andare all'asilo. Claudia è scioccata quando scopre che Kirsten esce con qualcun altro. Cerca di far tornare Kirsten in famiglia, ma Kirsten le dice che deve andare avanti. L'amica di Justin, Allison, viene dall'Inghilterra a trovarlo. All'inizio Julia è gelosa, ma le due ragazze vanno sorprendentemente d'accordo. Allison si avvicina a Julia, e in seguito le rivela il suo segreto di essere gay. Julia consiglia ad Allison di non scappare dai suoi problemi.

## Sesso e tabù
- Titolo originale: Strange Bedfellows
- Diretto da: Steven Robman
- Scritto da: Mark B. Perry

### Trama
Claudia viene sorpresa a fumare e la sua insegnante di matematica, Emily, consiglia a Charlie di fare un patto con lei. L'accordo è che se Claudia non fuma, Charlie non ci proverà con la sua insegnante. Lui non rispetta la sua parte dell'accordo, così Claudia raggiunge Charlie ed Emily mentre stanno pomiciando e inizia a fumare davanti a loro. Charlie lascia Emily, ma quando la professoressa torna dando filo da torcere a Claudia in classe, Jody le chiede di far tornare insieme Charlie ed Emily. Nel frattempo, Will ha una nuova ragazza di nome Gina, che è davvero loquace e fastidiosa, e la lascia perché a Bailey non piace. Se ne pente e Bailey si scusa per averlo spinto a lasciarla. Will e Gina si riconciliano ed escono di nuovo con Bailey e Sarah. Nonostante trovi Gina ancora molto fastidiosa, Bailey si sforza di apprezzarla per Will. Inoltre, la madre di Justin è incinta e Justin è preoccupato per la situazione, sapendo che il padre ha un'amante.

## Il nonno dei Salinger
- Titolo originale: Benefactors
- Diretto da: Daniel Attias
- Scritto da: Susannah Grant

### Trama
Uno dei clienti abituali del ristorante di Charlie, una donna ricca e attraente di nome Kathleen Isley, cerca di sedurlo, ma lui la tiene a distanza perché non vuole tradire Emily. Al secondo appuntamento di Charlie ed Emily, lei dice che pensa che sia troppo presto per andare a letto insieme, così lui la tradisce facendo sesso con Kathleen alle spalle di Emily. Nel frattempo, Julia ha problemi con le lezioni di informatica e Justin si offre di aiutarla, ma lei, temendo un secondo fine, rifiuta il suo aiuto. Disperata, chiede a uno studente di farle da tutor. Uno studente di nome Miller West si offre volontario, ma questo preferisce un pagamento più romantico dei soldi, così Julia fa un patto con Miller: se lei riuscirà a prendere una "A" in informatica allora gli darà un appuntamento. Nel frattempo, Bailey ottiene una borsa di studio di 40.000 dollari per frequentare un college nel New Hampshire da un anziano sconosciuto. Durante la cena, il suo benefattore fa troppe domande sui genitori di Bailey. Il giorno dopo Bailey va al cimitero e trova delle rose gialle vicino alla tomba di sua madre. Dopo averlo affrontato, Bailey capisce che l'uomo che lo sta aiutando è in realtà suo nonno materno Jacob "Jake" Gordon. Bailey gli chiede di incontrare anche gli altri, ma lui si rifiuta, sostenendo che non vuole avere a che fare con i figli di sua figlia. Di conseguenza, Bailey gli dice che non vuole niente da lui. Alla fine però, il nonno sorprende tutti quando si presenta dai Salinger durante la cena di famiglia.
- Guest star: Carroll O'Connor (Jacob Gordon).

## Arrivi e partenze
- Titolo originale: Comings and Goings
- Diretto da: Ken Topolsky
- Scritto da: Lisa Melamed (sceneggiatura) e Melissa Gould (soggetto)

### Trama
Emily scopre la relazione di Charlie con Kathleen e lo lascia. Kathleen gli dice che non vuole essere solo un'altra donna con cui fa sesso e poi lo rifiuta il giorno successivo, dicendogli che ha bisogno di spazio e che vedrà un suo ex. Charlie vorrebbe portare avanti la loro relazione, quindi accetta la situazione anche se è molto geloso e teme di essere tradito. Nel frattempo, Sarah è arrabbiata con Bailey perché lui non le ha parlato dei suoi progetti per il futuro e della sua intenzione di trasferirsi al college per ricominciare la sua vita. Robin Merin incontra Sarah per la prima volta e si presenta come la madre biologica di Sarah. Robin in seguito dice a Sarah che partirà tra due giorni per un lavoro di recitazione a Hollywood. Sarah le chiede di restare e Robin dà a Sarah il suo gatto, promettendole che tornerà. Inoltre, Claudia sta cercando di avvicinarsi a suo nonno Jake e gli chiede di trasferirsi in casa. Julia le dice quanto la madre lo odiava per aver abbandonato lei e la nonna. Jake dice a Julia che vuole far parte della famiglia, e così lei lo accetta, pensando che la madre avrebbe fatto lo stesso.

## Test di gravidanza
- Titolo originale: Valentine's Day
- Diretto da: David Semel
- Scritto da: P.K. Simonds

### Trama
È San Valentino. Bailey progetta poco romanticamente di portare Sarah a un raduno di Monster Truck e alla ragazza non piace l'idea. Un vecchio amico di Sarah ritorna dall'Argentina e Bailey diventa subito geloso. Vanno in un bar e lui legge una poesia che Bailey pensa sia stata scritta per Sarah. Bailey gli dà un pugno e si rende conto che aveva torto. Cerca di essere romantico con Sarah per rimediare al suo errore. Nel frattempo, Kathleen presta dei soldi a Charlie in modo che possa assumere un nuovo chef per far crescere l'attività. Charlie la porta per un fine settimana romantico dopo che è stata declassata dal suo lavoro di produttrice presso una stazione televisiva locale. Griffin torna in città per far visita a Julia e mentre parla con lei decide di lasciare la scuola militare. Julia chiede a Justin di aiutarlo, anche se non gli piace Griffin, che vede come un perdente (come tutti gli altri). Vedendo che Justin prova dei sentimenti per Julia, Griffin le dice che è innamorato di lei e se ne va per tornare alla scuola militare. Justin chiede a Julia di essere la sua fidanzata e lei gli dice che ha un ritardo e potrebbe essere incinta.
- Guest star: Ivan Sergei (Sean).

## Una decisione dolorosa
- Titolo originale: Before and After
- Diretto da: Steven Robman
- Scritto da: Amy Lippman e Christopher Keyser

### Trama
Julia è incinta. Non è sicura di voler abortire. Charlie trova il suo test di gravidanza nella spazzatura e le parla. Claudia lo scopre e rimane scioccata. Bailey e Sarah hanno intenzione di andare a letto insieme, ma lei rende l'evento troppo speciale. Bailey le chiede di semplificare, ma la notizia di Julia li spaventa. Julia cerca di parlare con Sarah della sua gravidanza, ma Sarah dice che se sua madre avesse deciso di abortire, lei non sarebbe lì. Julia ha un aborto spontaneo. Claudia si scusa con Julia.

## Cambiamenti
- Titolo originale: Altered States
- Diretto da: Michael Engler
- Scritto da: Susannah Grant

### Trama
Julia non vuole tornare a scuola dopo il suo aborto spontaneo e, quando lo fa, si sente malissimo e in colpa. Mente a Justin e Charlie e scappa a New Orleans per incontrare Griffin nella sua accademia militare. Trascorrono del tempo insieme, parlano di quello che le è successo e lui le dice di tornare a casa. Nel frattempo, Bailey è gelosa di Sarah perché indossa abiti attillati nei suoi spettacoli e perché esce troppo con la sua nuova band. Litigano perché lei pensa che lui la stia controllando troppo. Altrove, Kathleen vuole essere più presente nella vita di Charlie anche se Bailey e Claudia non la adorano molto a causa della sua natura controllante e possessiva. Invita tutta la famiglia ad andare alle Hawaii per una vacanza e Charlie si arrabbia con lei perché vuole mantenere la loro relazione informale. Alla fine dice a Kathleen che non la ama e lei tenta il suicidio, il che gli fa decidere di restare con lei per il momento.

## La vendetta
- Titolo originale: Happily Ever After
- Diretto da: Rodman Flender
- Scritto da: P.K. Simonds (sceneggiatura), Melissa Gould (sceneggiatura) e Lisa Melamed (soggetto)

### Trama
Jake scompare durante un viaggio d'affari e Bailey teme che non ritorni mai più. Jake torna e si scusa, ma Bailey non riesce a superarlo. Una donna chiama Jake a casa, dicendo che è sua figlia e sta per sposarsi. Bailey indaga e scopre che Jake ha un'altra figlia da un secondo matrimonio, che ha abbandonato proprio come ha fatto con la madre dei ragazzi Salinger. Bailey, cercando di proteggere la sua famiglia, caccia Jake di casa, cosa che divide la famiglia. Più tardi, Bailey gli parla e gli chiede di non scomparire del tutto. Nel frattempo, Kathleen vince un premio televisivo e dichiara in televisione di amare Charlie, che inventa una storia sul ricongiungimento con Kirsten solo per scaricarla. Kathleen scopre la bugia e decide di vendicarsi di Charlie, dicendo che acquisterà il ristorante e lo chiuderà per vendetta.

## Kirsten si sposa
- Titolo originale: Spring Breaks: Part 1
- Diretto da: Daniel Attias
- Scritto da: Mark B. Perry

### Trama
Dopo un piccolo incidente con la band di Sarah, Bailey prende delle precauzioni eccessive, che lei chiama sgarbatamente ingerenza, sostenendo che ha bisogno di diventare indipendente prima che lui vada al college. Solo dopo che Matt, il cantante della band, le ruba un bacio, Sarah si ricorda di amare solo Bailey. Intanto, Joe torna a Frisco e incolpa amaramente Charlie, presto seguito dai suoi fratelli, per aver distrutto il futuro del ristorante con la sua avventura con Kathleen così gravemente che dovrà chiudere il mese prossimo. Ignorando i piani annunciati da tempo da Justin, Julia si iscrive da sola a un corso di fotografia che sperava potesse avvicinarli. Poi accetta con entusiasmo l'aiuto di un uomo che ha chiaramente un interesse romantico, a cui non resiste.

## Una grande rinuncia
- Titolo originale: Spring Breaks: Part 2
- Diretto da: Steven Robman
- Scritto da: Amy Lippman e Christopher Keyser

### Trama
Bailey dice a Sarah che secondo lui la loro relazione non soddisfa veramente nessuno dei due, ma lei ribatte dicendo che è vero amore. I fratelli si preparano cupamente per l'addio al ristorante Salinger. Contro ogni speranza, Charlie chiede a nonno Jake se il suo occhio esperto negli affari vede ancora una via d'uscita. Lui afferma che si può fare qualcosa, ma solo se Bailey è disposto a rinunciare al fondo per il college. Justin rifiuta di restare con Julia dopo la loro reciproca infedeltà e senza il vero amore solo perché separarsi sembra così difficile. Sapendo che il matrimonio di Kirsten e Michael è imminente, Charlie non solo dichiara il suo amore e la sua disponibilità a impegnarsi a Kirsten, ma persiste fino a quando lei non accetta di annullare il matrimonio.